# Vittel (nước)
Vittel là nhãn hiệu nước uống đóng chai của Pháp được bán ở nhiều quốc gia. Kể từ năm 1992 nó thuộc sở hữu của công ty Thụy Sĩ Nestlé. Vittel là một trong những công ty nước khoáng hàng đầu của Pháp, cùng với Perrier và Evian.
Vittel được sản xuất bằng cách sử dụng nước khoáng có nguồn từ "Great Spring" ở Vittel, Pháp, và đã được đóng chai và cung cấp cho mục đích chữa bệnh và ngày càng được sử dụng cho mục đích thương mại từ năm 1854.
Vittel là nhà cung cấp nước cho cuộc thi Marathon Luân Đôn, năm thứ 10 liên tiếp vào năm 2008.